# Journal of Biotechnology
Das Journal of Biotechnology ist eine Fachzeitschrift aus dem Gebiet der Biotechnologie, die bei dem Verlag  Elsevier erscheint und seit 1984 herausgegeben wird, wobei jeweils eine Ausgabe aus vier Einzelheften besteht. Die Veröffentlichungsfrequenz liegt bei 24 Einzelheften pro Jahr. Hinzu kommen pro Ausgabe ein bis zwei Spezialausgaben zu speziellen Themen oder Konferenzen.
Ehemalige Chefredakteure
1984-1996 Armin Fiechter, ETH Zürich, Schweiz
1997-2016 Alfred Pühler, Universität Bielefeld, Deutschland
Chefredakteur
Seit 2017 ist Christoph W. Sensen, Hungarian Centre of Excellence for Molecular Medicine, Szeged, Ungarn, Chefredakteur des Journal of Biotechnology.

## Inhalt
Die Zeitschrift enthält sowohl Originalbeiträge zu Forschungen wie auch so genannte „short communications“ zu aktuellen Themen der Biotechnologie. Dabei deckt die Zeitschriften alle Bereiche der Biotechnologie, wobei das Spektrum von Beiträgen zur Biochemie, Physiologie und Molekularbiologie über Bioverfahrenstechnik, Industrielle, Medizinische und Agrar-Biotechnologie bis hin zur Bioinformatik und Genomik. Dabei werden die Artikel einem "one-pass" Peer-Review unterzogen.
Der Impact Factor lag im Jahr 2018 bei 3,163. 